# Le Sixième Continent (pièce de théâtre)
Pour les articles homonymes, voir Sixième continent.
Le Sixième Continent est une pièce de théâtre de Daniel Pennac parue en 2012 aux éditions Gallimard dans la Collection Blanche et créée la même année sur scène.

## Résumé
Une petite entreprise de savon créée par une famille dont l'obsession est la propreté devient en quelques générations une multinationale qui inonde la planète de ses déchets au cœur de l'océan Pacifique. Ce gigantesque amas d'ordures devient le « sixième continent ».

## Mise en scène et accueil critique
En 2012, Lilo Baur monte Le Sixième Continent au théâtre des Bouffes-du-Nord à Paris. Œuvre collective née d'une collaboration entre Lilo Baur, sa troupe, et Daniel Pennac, « la mise en scène, pleine de trouvailles, d'ingéniosité et de burlesque offre de purs moments de grâce ».